# Distrito histórico de Fairfax
El Distrito histórico de Fairfax es un distrito histórico ubicado en Valley, Alabama, Estados Unidos. Fue incluido en el Registro Nacional de Lugares Históricos en 1999.

## Descripción
El distrito comprende un área de 240 acres (97,1 ha) aproximadamente delimitada por River Rd., Spring St., Lamer St., Derson St., Combs St. y Cussetta Rd. en Valley. Incluye 372 edificios contribuyentes, una estructura contribuyente y cuatro sitios contribuyentes.
El distrito se centra alrededor de una fábrica textil y el edificio circundante, la mayoría de los cuales son casas de trabajadores de fábricas. Otros edificios incluyen estructuras comerciales, cívicas, recreativas y cívicas. El arquitecto del molino fue el Sr. Agnew (o Agnue). El pueblo fue diseñado por el arquitecto paisajista William B. Marquis, quien más tarde se convirtió en socio de Olmsted Brothers. Los estilos arquitectónicos incluyen Neocolonial Británico y Bungalow/Craftsman.